# Мід'ян – ТЕС Дуба
Мід'ян – ТЕС Дуба – трубопровідна система на північному заході Саудівської Аравії, яка призначена для видачі продукції газопереробного заводу Мід'ян.
В середині 2010-х узялись за розробку віддаленого газоконденсатного родовища Мід'ян, яке знаходиться неподалік від кордону з Йорданією у провінції Табук. В межах проекту ГПЗ Мід'ян має живити ТЕС Дуба, для чого уздовж червономорського узбережжя проклали два трубопроводи завдовжки по 84 км – газопровід діаметром 400 мм та конденсатопровід в діаметрі 100 мм.
Запуск електростанції первісно планували на 2016 рік, проте реалізація проекту відбувалась із суттєвими затримками і станом на весну 2023-го ТЕС все ще не ввели в експлуатацію.